# Cheilanthes fragilis
Cheilanthes fragilis är en kantbräkenväxtart som beskrevs av William Jackson Hooker. Cheilanthes fragilis ingår i släktet Cheilanthes och familjen Pteridaceae. Inga underarter finns listade.